# Episodi di Freddy's Nightmares (prima stagione)
La prima stagione della serie televisiva Freddy's Nightmares è andata in onda in syndication negli Stati Uniti dall'8 ottobre 1988 al 27 maggio 1989.

Una scena dell'episodio nº 7 Il custode della sorella

| Nº | Titolo originale                   | Titolo italiano | Prima TV USA     | Prima TV Italia |
| -- | ---------------------------------- | --------------- | ---------------- | --------------- |
| 1  | No More Mr. Nice Guy               |                 | 8 ottobre 1988   |                 |
| 2  | It's a Miserable Life              |                 | 15 ottobre 1988  |                 |
| 3  | Killer Instinct                    |                 | 22 ottobre 1988  |                 |
| 4  | Freddy's Tricks and Treats         |                 | 29 ottobre 1988  |                 |
| 5  | Judy Miller, Come on Down          |                 | 5 novembre 1988  |                 |
| 6  | Saturday Night Special             |                 | 12 novembre 1988 |                 |
| 7  | Sister's Keeper                    |                 | 19 novembre 1988 |                 |
| 8  | Mother's Day                       |                 | 26 novembre 1988 |                 |
| 9  | Rebel Without a Car                |                 | 10 dicembre 1988 |                 |
| 10 | The Bride Wore Red                 |                 | 17 dicembre 1988 |                 |
| 11 | Do Dreams Bleed?                   |                 | 7 gennaio 1989   |                 |
| 12 | The End of the World               |                 | 14 gennaio 1989  |                 |
| 13 | Deadline                           |                 | 27 gennaio 1989  |                 |
| 14 | Black Tickets                      |                 | 4 febbraio 1989  |                 |
| 15 | School Daze                        |                 | 11 febbraio 1989 |                 |
| 16 | Cabin Fever                        |                 | 18 febbraio 1989 |                 |
| 17 | Love Stinks                        |                 | 25 febbraio 1989 |                 |
| 18 | The Art of Death                   |                 | 29 aprile 1989   |                 |
| 19 | Missing Person                     |                 | 6 maggio 1989    |                 |
| 20 | The Light at the End of the Tunnel |                 | 13 maggio 1989   |                 |
| 21 | Identity Crisis                    |                 | 20 maggio 1989   |                 |
| 22 | Safe Sex                           |                 | 27 maggio 1989   |                 |